# بریگدم
بریگدم (به هلندی: Brigdamme) یک منطقهٔ مسکونی در هلند است که در Middelburg واقع شده‌است. بریگدم ۵۸۰ نفر جمعیت دارد.